# Henryk I (hrabia Geldrii)
Henryk I (ur. ok. 1117 r., zm. w 1182 r.) – hrabia Geldrii i Zutphen od 1131 r.

## Życiorys
Henryk był jedynym synem hrabiego Geldrii Gerarda II i Ermengardy, córki hrabiego Zutphen Ottona. Okres jego panowania wypełniły liczne waśnie z sąsiadami, w szczególności z biskupami Utrechtu. Starał się podtrzymywać dobre kontakty z cesarzem Fryderykiem I Barbarossą, na którego dworze często przebywał. Zyskał dzięki temu prawa do ceł w Nijmegen. 
Żoną Henryka była Agnieszka, córka Ludwika II, hrabiego Arnsteinu. Henryk i Agnieszka mieli pięcioro dzieci:
- Gerard, zmarły przed śmiercią ojca, mąż hrabiny Boulogne Idy,
- Otto I, następca ojca jako hrabia Geldrii i Zutphen,
- Agnieszka, trzecia żona hrabiego Luksemburga i hrabiego Namur Henryka IV Ślepego,
- Adelajda, żona Gerarda II, hrabiego Rieneck,
- Małgorzata, żona Engelberta I, hrabiego Bergu.

Henryk został pochowany w kościele klasztornym w Kamp.